# Mais uma Vez Amor
Mais uma Vez Amor é um filme brasileiro de 2005, do gênero comédia romântica, dirigido por Rosane Svartman e com roteiro de Carlos Lombardi.
É protagonizado por Juliana Paes, Dan Stulbach, Christine Fernandes e Erik Marmo.

## Sinopse
Rodrigo e Lia não tem absolutamente nada em comum, a não ser o destino. Ao longo de 25 anos eles vivem um relacionamento fora dos padrões normais, se encontrando na saúde, na doença, na riqueza e na pobreza. Eles até se casam, mas com outras pessoas. Durante todo este tempo eles vivem um duradouro caso de amor. Eles se conheceram quando eram adolescentes e perderam a virgindade juntos. Pessoas diferentes, tinham objetivos diferentes na vida: tudo que Rodrigo queria era uma família, um bom emprego, uma vida normal. Lia queria conquistar o mundo. Plantar uma árvore, escrever um livro e ter um filho. Se separaram, sem esperar voltar a se encontrar. Eles eram diferentes.. não tinham nada em comum.
Eles se encontram novamente anos depois. Rodrigo está envolvido com outra mulher e Lia ainda está envolvida com seu desejo de engolir a vida. Mas há algo mais agora, algo que não conseguem compreender e mesmo assim os mantém próximos. Eles se tornam amigos, depois amantes e, então, mais do que amigos. Curtem a companhia um do outro e dividem momentos de romance, risadas e dificuldades. Algumas vezes seus objetivos os tornam mais próximos. Outras vezes os afastam. E ainda assim conseguem passar por cima disto, passar por cima do amor, do relacionamento.

## Elenco
- Dan Stulbach.... Rodrigo
- Juliana Paes.... Lia
- Paulo Nigro.... Rodrigo jovem
- Jullie.... Lia jovem (Creditada como Juliana Vasconcelos)
- Christine Fernandes.... Clara
- Erik Marmo.... Jota
- Betty Lago.... Mendonça
- Rosane Gofman.... Aurora
- Ana Baird .... Su
- Bruna Marquezine.... Mariana
- Helder Agostini.... Marquinhos
- Hugo Carvana.... Dr. Alvarez
- Cristina Pereira.... D. Berta
- Antônio Pedro.... Dr. Pastore
- Heitor Martinez.... Caio
- Dalton Vigh.... chefe de Lia
- Marina Person.... vizinha
- Paulo Giardini ...homem do bar